# Diaphana lactea
Diaphana lactea är en snäckart som först beskrevs av John Gwyn Jeffreys 1877.  Diaphana lactea ingår i släktet Diaphana och familjen Diaphanidae. Inga underarter finns listade i Catalogue of Life.